# Cladogramă

Cladogramă orizontală ce prezintă relația de rudenie dintre clasele de milipede (Chilopoda, Simphyla, Diplopoda, Pauropoda). În cazul dat clasele sunt grupe terminale

Două cladograme verticale cu strămoșul în partea de jos

Cladograma (din greacă clados „ramură” și gramma „literă”) este o diagramă utilizată în cladistică, pentru a reprezenta relațiile dintre organisme. Totuși, cladograma nu este un arbore evoluționar (filogenetic), deoarece ea nu arată cum strămoșii sunt legați de descendenți sau cât de mult ei au evoluat. Cladograma folosește linii care se ramifică în diferite direcții, terminându-se în clade.